# Saint-Georges-sur-Erve
Saint-Georges-sur-Erve là một xã của tỉnh Mayenne, thuộc vùng Pays de la Loire, tây bắc nước Pháp.